# 卡拉托別區
49°44′24″N 53°32′24″E / 49.74000°N 53.54000°E

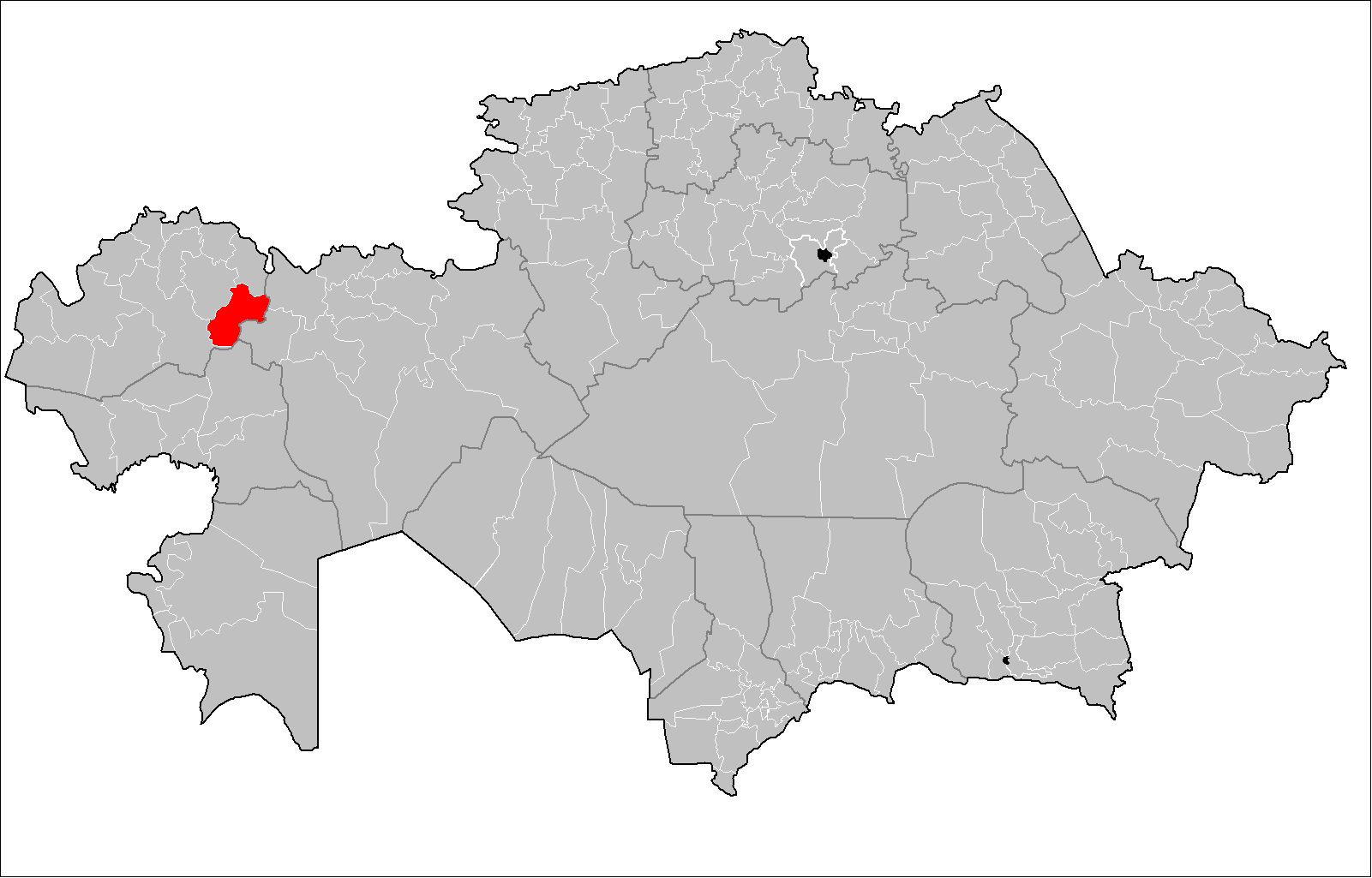

卡拉托別區是哈薩克斯坦的行政區，位於該國西北部，由西哈薩克斯坦州負責管轄，首府設於卡拉托別，始建於1931年，面積10,000平方公里，2019年人口15,467。